# Узкоколейная железная дорога Поронайск — Трудовое
Железнодорожная линия Поронайск — Трудовое — ныне не существующая железная дорога колеи 750 мм протяженностью около 50 км. Находилась на территории нынешнего Поронайского городского округа и связывала город Поронайск с селом Трудовое. В настоящее время полностью разобрана.

## Описание

Карта

Начальным пунктом узкоколейной железной дороги Поронайск — Трудовое являлась часть города Поронайска, расположенная к востоку от реки Поронай (в просторечии она именуется «Са́чи»). Главная станция находилась в селе Трудовое, расположенном в 50 километрах от Поронайска.
Узкоколейная железная дорога была необычна тем, что на значительном протяжении она пролегала вдоль берега моря. В течение длительного времени она являлась самой восточной в России лесовозной узкоколейной железной дорогой.
Узкоколейная железная дорога принадлежала Поронайскому леспромхозу. По неподтверждённым данным, когда-то узкоколейная железная дорога являлась не только лесовозной, но и обслуживала многочисленные «рыбацкие станы», находящиеся на морском побережье. Выловленная рыба доставлялась на рыбокомбинат в Поронайске, для чего использовалась паромная переправа. Нижние склады леспромхоза находились на левом берегу — в «Сачах».

## История
Вывозка леса по узкоколейной железной дороге была прекращена в начале 1990-х годов. С этого времени узкоколейная железная дорога использовалась для сообщения с отдалённым посёлком Трудовое. По ней перевозилось топливо, продукты питания и другие грузы, необходимые для поддержания жизни в этом населённом пункте. Существовало пассажирское сообщение.
Ориентировочное расписание движения пассажирского поезда на сентябрь 2000 года было таким: Трудовое — Поронайск 06:00 — 10:00, Поронайск — Трудовое 18:00 — 22:00. По неподтверждённым данным поезд курсировал один раз в неделю.
По узкоколейной железной дороге летом 2004 года ещё практиковалась перевозка автомобилей на платформах.
Движение пассажирского поезда и поездов с автомобилями было прекращено в конце 2004 года в связи в выходом из строя двигателя на единственном остававшемся к тому времени исправном тепловозе.
Для сообщения с посёлком Трудовое стали использовать автомобили повышенной проходимости. На участке от «Сачей» до «Нулевого пикета» (примерно 32 километра) параллельно узкоколейной железной дороге пролегает грунтовая дорога. От «Нулевого пикета» до Трудового никакой дороги нет. Автомобили ездили по узкоколейной железной дороге, оставляя рельсы промеж колёс. Зимой рельсовый путь защищал от воздействия автомобилей слой снега. После схода снега узкоколейная железная дорога стала непригодна для движения «тяжёлого» подвижного состава. Однако администрация Поронайского района запретила разбирать рельсы.
По состоянию на июнь 2006 года, рельсы лежали на всём протяжении участка «Сачи» — Трудовое. На съёмной мотодрезине по узкоколейной железной дороге можно было проехать без особых проблем. В некоторых наиболее разбитых автомобилями местах дрезина неизбежно сошла бы с рельсов, владельцам дрезин об этом было известно. С ноября до мая узкоколейная железная дорога находилась под снегом, движение дрезин было невозможно.
По состоянию на лето 2008 года, узкоколейная железная дорога ещё не была разобрана. Однако, несмотря на запрет разборки железной дороги в целом, администрация Поронайского района разрешила произвести демонтаж станций Поронайск («Сачи») и Трудовое. (На фотографиях дороги (2006 год), размещённых на  «Сайте о железной дороге», видно, что на станции Поронайск начинается демонтаж пути №2, а на станции Трудовое  разобраны пути №3 и №5). С этого времени начинается ликвидация железной дороги Поронайск — Трудовое, которая продлится до конца 2015 года.
От железной дороги остались только железнодорожная насыпь, мосты через реки Таранка и Промысловка , а также мосты через мелкие речушки.

### Демонтаж дороги
- 2006 год — демонтированы станции Поронайск («Сачи») и Трудовое.
- 2007 год — демонтаж станции Промысловая.
- 2010—2011 годы — демонтаж участка «Нулевой пикет» — Трудовое и отправка подвижного состава на металлолом и на базу запаса станции Поронайск (тепловозы ТУ7-2705, ТУ7А-3184 и некоторые вагоны подлежат ремонту).
- 2014—2015 годы — в связи с закрытием посёлка Трудовое разобран последний участок Устье — «Нулевой пикет».
- Конец 2015 года — разобраны последние небольшие отрезки железной дороги. Их демонтаж производили в основном «металлоломщики».

## Подвижной состав
Список локомотивов, обнаруженных автором «Сайта о железной дороге» во время поездки в 2006 году.
- ТУ7-2705 (скорее всего, он был последним из локомотивов, работавших на дороге, в 2010 году после капитального ремонта переставлен на тележки колеи 1067 мм, в настоящее время работает на станции Поронайск);
- ТУ7А-3184 (разграблен, в 2010 году после капитального ремонта полностью восстановлен в депо Поронайск, сейчас работает на УЖД Шахтёрского ПТУ ООО «Локомотив»);
- ТУ4-359 (кабина, превращена в хозяйственное помещение, достоверность номера — под сомнением);
- ТУ4-1724 (кабина, превращена в хозяйственное помещение, достоверность номера — под сомнением);
- ТУ7-2110 (разграблен, в 2010 году порезан на металлолом);
- ТУ4-568 (кабина, превращена в хозяйственное помещение, достоверность номера — под сомнением).